# Jorge del Prado Chávez
Jorge del Prado Chávez (Yanahuara, 15 de agosto de 1910 - Lima, 13 de agosto de 1999) fue un abogado, artista y político peruano. Miembro y líder histórico de la izquierda peruana, ejerció como senador de la república en 3 periodos y también como diputado de la Asamblea Constituyente de 1978.

## Biografía
Jorge del Prado nació en Yanahuara, ciudad del departamento de Arequipa, el 15 de agosto de 1910. Fue hijo de Eliodoro M. del Prado y de Carmen Julia Chávez Núñez; fue el penúltimo de 22 hermanos. Permaneció en Arequipa hasta los 13 años, cuando fue enviado a la ciudad de Lima a cursar la secundaria. De vuelta a su ciudad natal, por su afición a la pintura se acercó al “Grupo Revolución”, el cual mantenía contactos con intelectuales capitalinos, entre ellos José Carlos Mariátegui. 
En 1929, nuevamente en Lima, del Prado frecuenta las reuniones y tertulias en la Casa de José Carlos Mariátegui. A mediados de ese mismo año es detenido allí en una redada policial y permanece un mes en los calabozos del Cuartel El Sexto. Aquella fue la primera de varias estadías en prisión. 
Fue en ese año que del Prado se une al Partido Comunista Peruano (entonces aún llamado Partido Socialista Peruano) y, a instancias de Mariátegui, se traslada a la Sierra central a trabajar de minero en Morococha, donde organiza sindicatos y el I Congreso de Trabajadores Mineros y Metalúrgicos, lo cual le gana una segunda detención. 
En 1931 es nombrado al Comité Central del PCP y al puesto de Secretario de Organización de comité limeño del partido. En 1932 es confinado por la dictadura de Luis Miguel Sánchez Cerro a Madre de Dios, de donde escapa por medio de Bolivia durante una travesía de cuatro meses por la selva durante la cual contrae leishmaniasis. A su retorno al Perú es prontamente recapturado y exiliado a Chile. 
Entre 1935 y 1938 se encarga de trabajo político en Lima y Cusco hasta que es nuevamente detenido y condenado a 5 años de prisión. Su pena es luego reducida a 3 años de cárcel en la temida isla penal de El Frontón.  En 1942 asciende a la Comisión Política y al Secretariado del Comité Central del PCP. 
Durante la dictadura de Manuel Odría, Del Prado pasa nuevamente a la clandestinidad. En 1946-48 es Secretario General del Comité Central y en 1949 pasa a ser Secretario Ejecutivo del comité regional de Arequipa. Participa en los combates callejeros al lado de las masas durante la rebelión de Arequipa en 1950 y, a raíz de su participación, es nuevamente desterrado, pasando los años 1951-56 en condiciones precarias con su familia en el exilio en Argentina, Bolivia y Brasil. De 1956 a 1958 nuevamente sirve de Secretario del CC del PCP y de 1958 a 1962 edita el periódico partidario, Unidad. En 1963, es nuevamente confinado, pasando esta vez tres meses entre el presidio selvático de El Sepa y la isla de El Frontón. En 1964 es elegido Secretario General del partido. 
En 1977 juega un rol protagónico en las luchas populares que apresuraron el fin de la dictadura militar de Francisco Morales Bermúdez, incluyendo el paro nacional del 19 de julio y la huelga de hambre en la casona de la Universidad Nacional Mayor de San Marcos en Lima.   
En 1978 fue elegido como representante del Partido Comunista Peruano, miembro de la Asamblea Constituyente, presidida por Víctor Raúl Haya de la Torre que elaboraría la Constitución Política de 1979.
Luego, en las elecciones generales de 1980, fue elegido como senador y fue reelegido en 1985 y en 1990 como miembro de la coalición de Izquierda Unida, donde estaba integrado el Partido Comunista Peruano. 
Fue despojado de su curul a raíz del “autogolpe” de estado de Alberto Fujimori en 1992, del Prado se dedica a denunciar al régimen desde el diario La República y en movilizaciones populares. A la vez, retoma la pintura, afición que tanto había amado en su juventud.   
De muy joven, es impactado por José Carlos Mariátegui. Se compromete y actúa de fiel seguidor. Fue detenido durante el allanamiento de la casa de Mariátegui. Deja su afición a las artes por el trabajo político. En marzo de 1930, Jorge del Prado asumió la responsabilidad de organizar la Juventud Comunista y trasladado a la sierra central promovió el I Congreso de Trabajadores Mineros y Metalúrgicos del Centro que, finalmente, se desarrolló en La Oroya en noviembre de 1930. 

## Fallecimiento
El 13 de agosto de 1999, Jorge del Prado falleció a los 88 años en el Hospital Guillermo Almenara de la ciudad de Lima. 

## Obras
- Manual de Sindicalismo
- Mariátegui y su obra (Ediciones Unidad, Lima, 1946).
- Algunas Cartas y Glosas del Epistolario de José Carlos Mariátegui (Ediciones Unidad, Lima, 1983).

...Los Años Cumbres de Mariátegui.

## Premios y reconocimientos
- Medalla de Honor del Congreso de la República del Perú